# Mazagatos
Mazagatos es una localidad española del municipio de Languilla, perteneciente a la provincia de Segovia, en la comunidad autónoma de Castilla y León. En 2024 contaba con 29 habitantes.

## Geografía
La localidad está situada junto al río Aguisejo, en la carretera de Ayllón a Aranda de Duero

## Historia
Desde su fundación está integrado en el Sexmo de Mazagatos, al que da nombre, de la Comunidad de villa y tierra de Ayllón.
Hacia mediados del siglo XIX, el lugar, por entonces con ayuntamiento propio, tenía contabilizada una población de 30 habitantes. Aparece descrito en el decimoprimer volumen del Diccionario geográfico-estadístico-histórico de España y sus posesiones de Ultramar de Pascual Madoz de la siguiente manera:

MAZAGATOS: l. con ayunt. de la prov. de Segovia (13 leg.), part. jud. de Riaza (3), aud. terr. de Madrid (21), c. g de Castilla la Nueva, dióc. de Sigüenza (15): sit. al S. de un pequeño cerro, le combaten los vientos N. y E., y su clima es propenso á tercianas y cuartanas: tiene 8 casas de inferior construccion, escuela de primeras letras comun á ambos sexos; á la que concurren 8 alumnos que se hallan á cargo del sacristan, que á la par es secretario de ayunt., y una igl. parr. (San Juan Bautista), aneja de Languilla, cuyo párroco la sirve: en los afueras de la pobl. y lado N. hay una fuente de buenas y abundantes aguas, de las cuales se utilizan los vec. para sus usos: el térm. confina N. Cenegro á 1 leg.; E. Ayllon á 1/2; S. Sta. Maria de Riaza á igual dist., y O. Languilla á 1/4; comprende un monte llamado el Chaparral, con poco arbolado, y le atraviesa el r. Ayllon pasando muy inmediato al pueblo: el terreno es de buena calidad. caminos: los que dirigen á los pueblos limítrofes y la carretera de Aranda. prod.: trigo, cebada, centeno, patatas y pastos: mantiene ganado lanar y vacuno, y cria caza de conejos y perdices. ind. y comercio: la agrícola, y esportacion de los frutos sobrantes. pobl.: 7 vec., 30 alm. cap. imp.: 6,652 rs. contr.: segun el cálculo general y oficial de la prov. 20'72 por 100.
(Madoz, 1848, p. 318)

## Demografía
| 43            | 43 | 40 | 35 | 26 | 26 | 28 | 29 | 29 | 28 | 28 | 27 | 29 |
| (Fuente: INE) |    |    |    |    |    |    |    |    |    |    |    |    |